# Euro-Asia Air
Euro-Asia Air ist eine kasachische Fluggesellschaft mit Sitz in Atyrau und Basis auf dem Flughafen Atyrau.

## Geschichte
Euro-Asia Air wurde 1997 gegründet und stand bis 8. Dezember 2016 auf der Liste von Fluggesellschaften mit Betriebsverbot in der Europäischen Union.

## Flotte
Mit Stand März 2023 besteht die Flotte der Euro-Asia Air aus zwei Flugzeugen mit einem Durchschnittsalter von 10,9 Jahren:
| Flugzeugtyp                  | Anzahl | bestellt | Anmerkungen |
| ---------------------------- | ------ | -------- | ----------- |
| Embraer EMB-135BJ Legacy 600 | 2      |          |             |

## Ehemalige Flugzeugtypen
- Bombardier Challenger 850
- Bombardier Challenger 870